# West-Duits voetbalkampioenschap 1920/21
In 1920/21 werd het veertiende voetbalkampioenschap gespeeld dat georganiseerd werd door de West-Duitse voetbalbond.
Duisburger SpV werd kampioen en plaatste zich voor de eindronde om de Duitse landstitel. De club versloeg eerst Hamburger SV en verloor dan in de halve finale van Berliner FC Vorwärts 1890.

## Deelnemers aan de eindronde
| Club                      | Gekwalificeerd als           |
| ------------------------- | ---------------------------- |
| Cölner BC 01              | Rijnkampioen                 |
| Duisburger SpV            | Kampioen van Bergisch-Mark   |
| Dortmunder SC 1895        | Kampioen van Ruhr            |
| FC Preußen 06 Münster     | Kampioen van Westfalen       |
| 1. Casseler BC Sport 1894 | Kampioen van Hessen-Hannover |

## Finaleronde
| Plaats | Club                      | Wed. | W | G | V | Saldo | Ptn |
| ------ | ------------------------- | ---- | - | - | - | ----- | --- |
| 1.     | Duisburger SpV            | 4    | 3 | 1 | 0 | 7:3   | 7:1 |
| 2.     | Cölner BC 01              | 4    | 3 | 0 | 1 | 8:3   | 6:2 |
| 3.     | Dortmunder SC 1895        | 4    | 1 | 2 | 1 | 8:7   | 4:4 |
| 4.     | 1. Casseler BC Sport 1894 | 4    | 1 | 0 | 3 | 5:9   | 2:6 |
| 5.     | FC Preußen 06 Münster     | 4    | 0 | 1 | 3 | 4:10  | 1:7 |

|  | Kampioen, geplaatst voor nationale eindronde |